# Родриго Гонсалес Хирон
Родриго Гонсалес Хирон (исп. Rodrigo González Girón; до 1194—1256) — кастильский магнат из Паленсии, королевский майордом (1238—1246, 1248—1252). Старший сын Гонсало Родригеса Хирона (ок. 1160—1231) и его первой жены Санчи Родригес. После смерти отца в 1231 году он был главой семьи Хирон.

## Биография
Родриго унаследовал многие владения в Тьерра-де-Кампос, которыми раньше управлял его отец, включая Монсон, половину Карриона и Астуриас-де-Сантильяна.
Он владел обширной собственностью в Вильярментеро-де-Кампос, Ревенга-де-Кампос, Вильялонга и Вильовьеко. В 1232 году вместе со своим братом Гонсало он достиг соглашения с настоятельницей монастыря Санта-Мария-ла-Реаль-де-Лас-Уэльгас относительно некоторых бехетрий в этих местах. В 1252 году он приобрел различные поместья вокруг Аутильо-де-Кампос, которые впоследствии пожертвовал больнице де ла Эррада, известным покровителем которой он был .
Родриго присутствовал с королем Кастилии Фернандо III при осаде Кордовы (1236 г.) и сопровождал инфанта Альфонсо (будущего короля Альфонсо X), чтобы принять капитуляцию королевства Мурсия в 1243 году. Кастильцы вошли в Мурсию 1 мая 1243 года, и эмир Мухаммад ибн Худ ад-Даула подписал Алькарасский договор о передаче своего королевства. 5 июля Альфонсо разделил королевство, отдав Эльче Родриго в аренду. В следующем 1244 году он отозвал его и отдал своей любовнице, Майор Гильен де Гусман.
Родриго Гонсалес Хирон сыграл важную роль в завоевании Севильи, где он получил деревню Вильяльба, которую впоследствии пожертвовал Ордену Калатравы. Он также принял капитуляцию Кармоны, когда она подчинилась Фердинанду. Он занимал должность старшего майордома при Фердинанде III дваджы: с августа 1238 года по февраль 1246 года и с января 1248 года по 1252 год. Его второй период на посту закончился смертью Фердинанда, когда Альфонсо X назвал Хуана Гарсиа де Вильямайора, сын его наставника, Гарсии Фернандес де Вильямайор и Майор Ариас, в качестве его майордома.
Родриго Гонсалес Хирон скончался в 1256 году и был похоронен в монастыре Санта-Мария-де-Бенавидес в роскошной гробнице, созданной Роем Мартинесом де Буреба и ныне утерянной.

## Браки и потомки
Родриго был женат трижды. Его первой женой была Мария Фроилаз, дочь графа Фройла Рамиреса и Урраки Гонсалес. Они впервые появляются вместе в хартии 1229 года в монастыре Санта-Мария-де-Беневивере . От этого брака у Родриго были как минимум следующие дети:
- Педро Родригес Хирон, который в 1255 году продал монастырю Санта-Мария-де-Матальяна некоторые товары в кварталах Сан-Педро и Фалькон в Бельмонте-де-Кампос[11].
- Гомес Родригес Хирон[11]

К 1243 году Родриго был женат на своей второй жене, Терезе Лопес, предположительно дочери графа Лопе Диас II де Аро и Уррака Альфонсо де Леон. В качестве ее арраса он дал ей несколько земель в горах к северу от Паленсии.
Третьей женой Родриго была Беренгела Лопес де Аро, дочь Лопе Диаса II де Аро и Урраки Альфонсо . Она пережила его и служила его завещательным попечителем.
У Родриго не было детей от второй и третьей жен.